# 信実
信実（しんじつ、生没年未詳）は、平安時代末期の僧侶。父は大和源氏の源頼安（法華経太郎）。頼兼、義忠の兄、玄実、仲房（大和越智氏の祖）、頼清の父（奈良県史所収『越智氏略系図』と戦国大名系譜人名事典所収『越智氏系図』）。
興福寺の権寺主、寺主、上座を歴任し、別当の覚晴の死後は寺務を掌握する。「日本一悪僧武勇」と称され、大和国内にて同族の源親治と抗争した他、天養2年（1145年）には興福寺の大衆を率いて金峯山を襲撃するなど、武装化傾向を強める興福寺の中にあって中心的な役割を果たした。
藤原忠実、頼長父子との関係が深く、保元元年（1156年）の保元の乱においては崇徳上皇方に加勢する。上皇方が敗北した後は、南都に逃れてきた忠実を尋範・千覚らとともに守護し、朝廷から挙兵の疑いをかけられたという。このため、乱の直後は所領を没収されたが、保元3年（1158年）には法橋に任ぜられており、依然として朝廷から一目置かれる存在であったことが窺える。